# Lev Jašin
Lev Ivanovič Jašin (in russo Лев Ива́нович Я́шин?; Mosca, 22 ottobre 1929 – Mosca, 20 marzo 1990) è stato un calciatore e hockeista su ghiaccio sovietico, di ruolo portiere.
Soprannominato Ragno Nero e Pantera Nera per via dell'uniforme scura che era solito indossare, è considerato uno dei migliori portieri della storia del calcio. Unico nel proprio ruolo a vincere il Pallone d'oro, nella classifica della International Federation of Football History and Statistics è stato votato come miglior portiere del XX secolo. Occupa l'11ª posizione nella speciale classifica dei migliori calciatori del XX secolo pubblicata dalla rivista World Soccer e nel 2003 è stato insignito del titolo onorifico di Golden Player della Russia come miglior giocatore russo dell'ultimo mezzo secolo (1954-2003). Nel 2020 è stato inoltre eletto miglior portiere della storia dal settimanale France Football, battendo la concorrenza di Gianluigi Buffon e Manuel Neuer ed è stato pertanto inserito nel Dream Team del Pallone d'oro.
Nell'arco della propria carriera calcistica Jašin ha disputato 812 incontri ufficiali, mantenendo la propria porta inviolata in 207 occasioni (270 secondo altre fonti). Ha sempre militato nella Dinamo Mosca, con cui ha conquistato cinque campionati sovietici e tre Coppe dell'URSS. Conta 74 presenze nella nazionale sovietica, con la quale ha vinto una medaglia d'oro ai Giochi olimpici del 1956 e un campionato d'Europa nel 1960. Nel 1964 ha nuovamente raggiunto la finale del torneo continentale, perdendola però contro la Spagna.
Nel 1953, prima di dedicarsi al calcio, ha vinto una coppa sovietica di hockey su ghiaccio, sempre come portiere della Dinamo Mosca.
Per i meriti sportivi acquisiti nel corso della carriera e per il lustro dato all'URSS, Jašin fu insignito nel 1967 dell'Ordine di Lenin, la massima onorificenza sovietica in tempo di pace e la seconda in assoluto per importanza.

## Biografia
Nato in una famiglia di operai dell'industria pesante, Ivan Petrovič Jašin e Anna Mitrofanovna, morta nel 1935,  iniziò a lavorare in fabbrica a 14 anni, durante la seconda guerra mondiale, per rimpiazzare i colleghi più anziani impegnati al fronte.
Per buona parte della sua carriera calcistica Jašin ha percepito uno stipendio mensile equivalente a quello di un sergente del KGB o di un insegnante di educazione fisica, fino ad arrivare, all'apice della carriera, a circa 200 rubli al mese; questo perché gli atleti della Dinamo Mosca (squadra del Ministero dell'interno) venivano finanziati e retribuiti dallo Stato in quanto suoi dipendenti.
Già reduce da un'emorragia cerebrale, nel 1984 fu sottoposto all'amputazione di una gamba a seguito di una «grave forma di tromboflebite». Nel 1988, dando prova di grande carattere nonostante la menomazione, accettò di accompagnare la nazionale sovietica alle Olimpiadi di Seul, dove l'URSS vinse, per la seconda e ultima volta, la medaglia d'oro nel torneo di calcio. Poco dopo gli venne diagnosticato un tumore dello stomaco, e a poco servì un intervento chirurgico cui si sottopose nel tentativo di salvarsi: morì nel 1990, a 60 anni.

## Caratteristiche tecniche

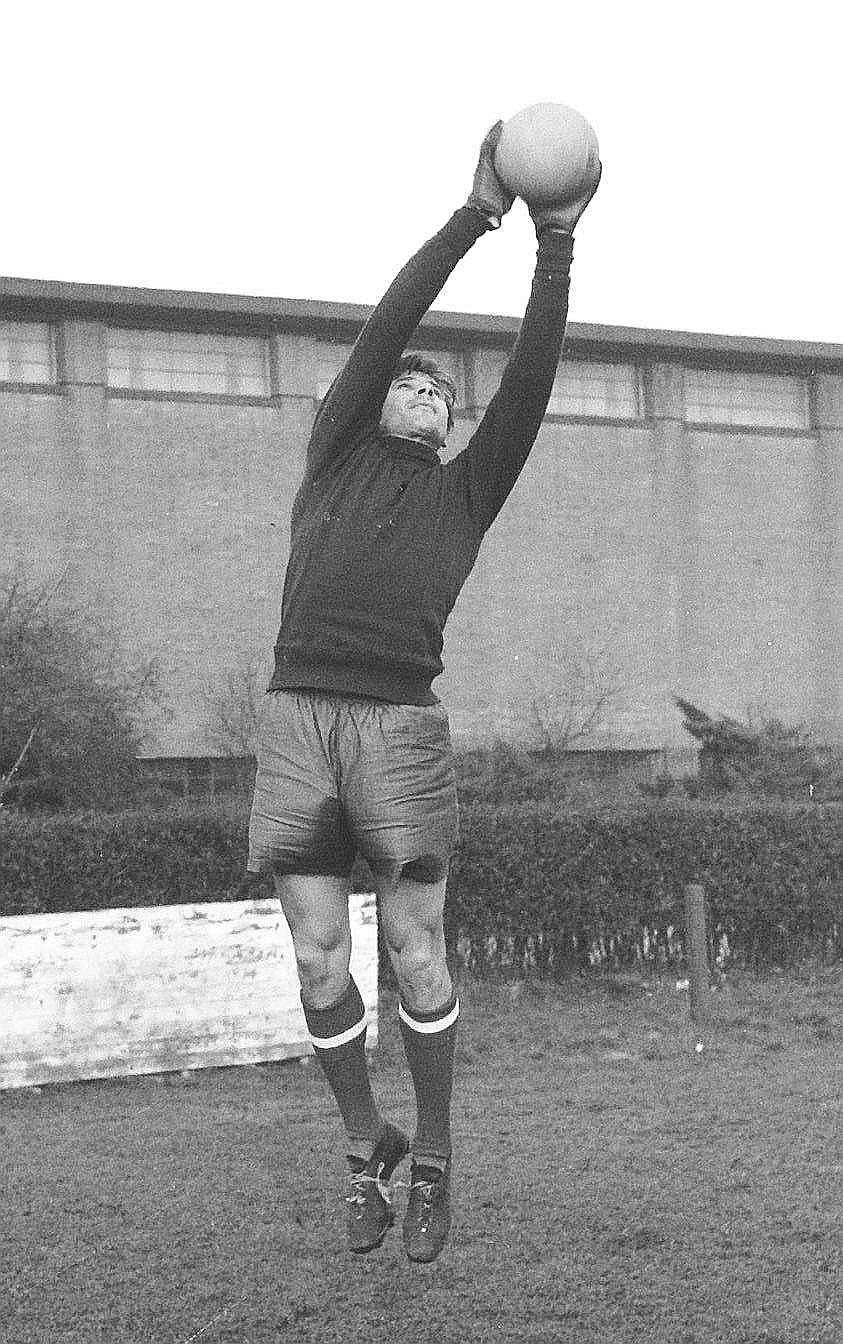
Jašin in allenamento a Rotterdam nel 1960

Jašin è stato un portiere longevo, in grado di mantenere alti livelli di rendimento per tutta la carriera, durata 22 anni. Le grandi doti fisiche e i notevoli riflessi gli consentivano di coprire efficacemente lo specchio della porta e di compiere interventi ad alto coefficiente di difficoltà. Tuttavia, il suo stile era sobrio: poco incline a tuffi vistosi, il portiere sovietico prediligeva essenzialità e posizionamento. Abile nelle uscite, era inoltre dotato di una spiccata propensione a parare i rigori: si stima che in carriera ne abbia neutralizzati 86, o persino un centinaio secondo altre fonti. Sandro Mazzola, al quale Jašin bloccò un rigore durante le qualificazioni al campionato d'Europa 1964, ebbe a dire in proposito: «Mi sentii ipnotizzato. [...] Quando presi la rincorsa vidi che si buttava a destra: potevo tirare dall'altra parte, non ci riuscii. Quel giorno il mio tiro andò dove voleva Jašin».
Dotato di carisma e personalità eccezionali, Jašin è stato considerato un innovatore del ruolo: fu infatti tra i primi a guidare la linea difensiva della propria squadra e ad agire da libero aggiunto, estendendo il proprio raggio d'azione oltre l'area di rigore e partecipando attivamente alla costruzione del gioco.
Alcuni tra i più rappresentativi avversari di Jašin, come Pelé ed Eusébio, spesero inoltre parole d'elogio per le qualità umane del numero 1 sovietico.

## Carriera

### Club
Entrato prima dei vent'anni nella polisportiva del Ministero per gli Affari Interni, la Dinamo Mosca, dopo un esordio non brillante nella selezione calcistica fu dirottato verso la squadra di hockey su ghiaccio, visto che il portiere titolare e inamovibile di quella di calcio era Aleksej Chomič, detto la Tigre. Come portiere della squadra di hockey, Jašin vinse la coppa sovietica del 1953.
La carriera sportiva di Jašin ebbe una svolta nel 1954, quando gli fu offerta l'opportunità di giocare titolare nella squadra di calcio a seguito di un infortunio di Chomič. Da quel momento non abbandonerà più i pali della Dinamo, nella quale giocherà per tutta la carriera, vincendo cinque titoli di campione nazionale sovietico (1954, 1955, 1957, 1959, 1963) e tre Coppe dell'URSS (1953, 1966-1967, 1970). Particolarmente significativa fu l'annata 1963, preludio al Pallone d'oro: oltre a vincere il campionato, Jašin subì appena 6 reti in 27 partite. Nel ritirare il premio di France Football, il portiere sovietico diede prova di modestia, affermando che il pari ruolo Vladimir Beara fosse più forte di lui.

Jašin (a destra) alla Dinamo Mosca nel 1969, in posa con Tomasini del Cagliari in occasione di un'amichevole in Sardegna

Nel complesso, la militanza di Jašin nella Dinamo Mosca coincide con un periodo assai positivo per il club sovietico: da segnalare, oltre alle numerose vittorie, i secondi posti delle stagioni 1950, 1956, 1958, 1962, 1967 e 1970, più la finale di Coppa dell'URSS persa nel 1955.
Jašin si ritirò dall'attività agonistica a 41 anni. Il 27 maggio 1971, a Mosca, in uno stadio Lenin tutto esaurito (103 000 spettatori con oltre 700 000 richieste di biglietti), si celebrò la partita d'addio, in cui la Dinamo Mosca affrontò una selezione di All-Stars.

### Nazionale
Contemporaneamente all'affermazione nella Dinamo, per Jašin arrivò anche la convocazione in nazionale, nella quale militò a lungo: tra il 1956 e il 1970 partecipò ad una Olimpiade, vincendola, a due Europei, con una vittoria e un secondo posto, e a quattro Mondiali (tre dei quali da titolare), in cui ottenne come miglior risultato un quarto posto nel 1966.

#### 1954-1962
Entrato nel giro della nazionale nel 1954, due anni dopo fu convocato per il torneo di calcio delle Olimpiadi estive di Melbourne. Subendo solo due reti in tutto il torneo, trascinò l'Unione Sovietica alla vittoria del titolo olimpico, che avvenne battendo in finale la Jugoslavia per 1-0. In questo periodo nacque il soprannome di Ragno Nero.
Nel 1958 arrivò ai quarti di finale nel Mondiale svedese, uscendo proprio contro i padroni di casa.
Nel 1960 Jašin vinse la prima edizione del campionato d'Europa, subendo anche in questo caso solo due reti (complice anche il ritiro della squadra spagnola nei quarti). L'URSS si scontrò rispettivamente contro l'Ungheria agli ottavi, la Cecoslovacchia in semifinale e la Jugoslavia in finale, sconfitta per 2-1 al Parco dei Principi di Parigi.
Nel campionato del mondo 1962, svoltosi in Cile, l'URSS fu nuovamente eliminata ai quarti di finale dai padroni di casa. La prestazione di Jašin non fu all'altezza della sua fama, tanto che il quotidiano francese L'Équipe lo definì ormai sul viale del tramonto. Al termine del Mondiale, il quasi trentatreenne Jašin annunciò il ritiro, salvo poi ripensarci.

#### 1963-1970
Nel 1963 si svolse un'amichevole, per celebrare il centenario della Football Association, tra Inghilterra e Resto del Mondo, terminata 2-1 per gli inglesi. Jašin giocò solo il primo tempo, ma questo bastò per strabiliare il pubblico di Wembley con le sue parate: respinse tutti i tiri degli inglesi e lasciò così inviolata la sua porta.
L'anno successivo, in Spagna, si svolsero le fasi finali del campionato d'Europa 1964. Jašin si fece notare soprattutto per i suoi salvataggi nell'ottavo di finale contro l'Italia (gli ottavi venivano considerati come fase delle qualificazioni); l'andata, a Mosca, terminò 2-0 per i sovietici, mentre nella partita di ritorno, svoltasi a Roma e terminata 1-1, Jašin contribuì all'eliminazione degli Azzurri parando un rigore a Sandro Mazzola. In finale, i sovietici incontrarono i padroni di casa della Spagna, che vinse per 2-1 allo stadio Santiago Bernabéu.
Nel 1966 partecipò al Mondiale, ancora da titolare, portando la compagine sovietica alla conquista del quarto posto, il miglior piazzamento in assoluto della selezione sovietica. Fu inoltre eletto miglior portiere della competizione.
Disputò la sua ultima partita in nazionale nel 1967. Non convocato per l'Europeo 1968, fu richiamato per il Mondiale 1970 come riserva, all'età di quarant'anni, in quella che sarà la sua ultima competizione internazionale.
In totale Jašin disputò 74 gare con la maglia della nazionale sovietica, subendo 68 gol e lasciando inviolata la propria porta in 23 occasioni.

## Riconoscimenti

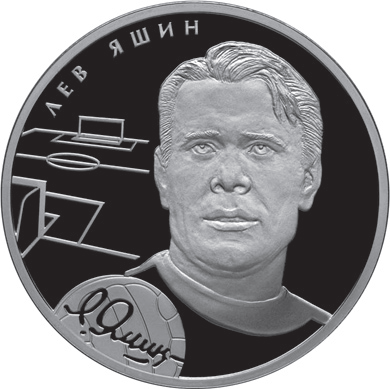
Moneta da due rubli celebrativa del numero uno sovietico

- Nel 1960, nel 1963 e nel 1966 viene eletto miglior portiere del campionato sovietico dalla rivista Ogonëk.[10]
- Nel 1963 riceve il Pallone d'oro, unico portiere nella storia a riceverlo, assegnato al miglior calciatore europeo dell'anno; in precedenza, aveva sfiorato per altre tre volte il titolo piazzandosi tra i migliori cinque (1956, 1960, 1961) e si era posizionato per nove volte primo dei portieri.[35]
- Nel 1967 riceve l'Ordine di Lenin,[11] la massima onorificenza nazionale sovietica.
- Nel 1986 riceve l'Ordine olimpico[11] assegnatogli direttamente dal CIO (Comitato Olimpico Internazionale).
- Nel 1988 la FIFA gli assegna l'Ordine al Merito[11], la sua più alta riconoscenza.
- Nel 1989, poco prima di morire, riceve la medaglia di Eroe del lavoro socialista, il corrispettivo civile di Eroe dell'Unione Sovietica in campo militare.[36]
- Nel 1994, in suo onore, la FIFA istituisce il Premio Jašin, da destinarsi al miglior portiere della fase finale dei mondiali di calcio.
- Nel 1994, nel 1998 e nel 2002 viene inserito rispettivamente nel FIFA World Cup All-Time Team, nel FIFA World Team of the 20th Century e nel FIFA World Cup Dream Team.[37]
- Nel 2000 viene eletto dalla FIFA e anche dall'IFFHS miglior portiere del XX secolo, precedendo Gordon Banks e Dino Zoff.[6]
- Nel 2005, per celebrare il proprio 50º anniversario, l'UEFA invita ogni federazione nazionale ad essa affiliata ad indicare il proprio miglior giocatore dell'ultimo mezzo secolo. La scelta della Federcalcio russa ricade su Jašin, designato quindi Golden Player dall'UEFA.
- Gli è stato dedicato un asteroide: 3442 Yashin.[38]
- Nel 2019, in suo onore, France Football istituisce il Trofeo Jašin da destinarsi al miglior portiere del mondo.

## Statistiche

### Presenze e reti nei club
| Stagione        | Squadra | Campionato      | Campionato | Campionato | Coppe nazionali | Coppe nazionali | Coppe nazionali | Coppe continentali | Coppe continentali | Coppe continentali | Altre coppe | Altre coppe | Altre coppe | Totale | Totale |
| Stagione        | Squadra | Comp            | Pres       | Reti       | Comp            | Pres            | Reti            | Comp               | Pres               | Reti               | Comp        | Pres        | Reti        | Pres   | Reti   |
| --------------- | --- | --------------- | ---------- | ---------- | --------------- | --------------- | --------------- | ------------------ | ------------------ | ------------------ | ----------- | ----------- | ----------- | ------ | ------ |
| 1949            | [[File: Flag of the Soviet Union (1936 – 1955).svg\|class=noviewer\| Unione Sovietica (bandiera)\|border\|20x16px]]/ Dinamo Mosca | PG              | 0          | 0          | CS              | 0               | 0               | -                  | -                  | -                  | -           | -           | -           | 0      | 0      |
| 1950            | [[File: Flag of the Soviet Union (1936 – 1955).svg\|class=noviewer\| Unione Sovietica (bandiera)\|border\|20x16px]]/ Dinamo Mosca | KA              | 0          | 0          | CS              | 0               | 0               | -                  | -                  | -                  | -           | -           | -           | 0      | 0      |
| Totale carriera | Totale carriera | Totale carriera | 284+42     | 220+34     |                 | 32              | 24              |                    | -                  | -                  |             | -           | -           | 358    | -278   |

### Cronologia presenze in nazionale
| Cronologia completa delle presenze e delle reti in nazionale ― Unione Sovietica | Cronologia completa delle presenze e delle reti in nazionale ― Unione Sovietica | Cronologia completa delle presenze e delle reti in nazionale ― Unione Sovietica | Cronologia completa delle presenze e delle reti in nazionale ― Unione Sovietica | Cronologia completa delle presenze e delle reti in nazionale ― Unione Sovietica | Cronologia completa delle presenze e delle reti in nazionale ― Unione Sovietica | Cronologia completa delle presenze e delle reti in nazionale ― Unione Sovietica | Cronologia completa delle presenze e delle reti in nazionale ― Unione Sovietica |
| Data                                                                            | Città                                                                           | In casa | Risultato                                                                       | Ospiti                                                                          | Competizione                                                                    | Reti                                                                            | Note                                                                            |
| ------------------------------------------------------------------------------- | ------------------------------------------------------------------------------- | --- | ------------------------------------------------------------------------------- | ------------------------------------------------------------------------------- | ------------------------------------------------------------------------------- | ------------------------------------------------------------------------------- | ------------------------------------------------------------------------------- |
| 8-9-1954                                                                        | Mosca                                                                           | [[Nazionale maschile di calcio dell' Unione Sovietica\| Unione Sovietica]] [[File: Flag of the Soviet Union (1936 – 1955).svg\|class=noviewer\| Unione Sovietica (bandiera)\|border\|20x16px]] | 7 – 0                                                                           | Svezia                                                                          | Amichevole                                                                      | -                                                                               |                                                                                 |
| 26-9-1954                                                                       | Mosca                                                                           | [[Nazionale maschile di calcio dell' Unione Sovietica\| Unione Sovietica]] [[File: Flag of the Soviet Union (1936 – 1955).svg\|class=noviewer\| Unione Sovietica (bandiera)\|border\|20x16px]] | 1 – 1                                                                           | Ungheria                                                                        | Amichevole                                                                      | -1                                                                              |                                                                                 |
| 26-6-1955                                                                       | Solna                                                                           | Svezia | 0 – 6                                                                           | Unione Sovietica                                                                | Amichevole                                                                      | -                                                                               |                                                                                 |
| 21-8-1955                                                                       | Mosca                                                                           | Unione Sovietica | 3 – 2                                                                           | Germania Ovest                                                                  | Amichevole                                                                      | -2                                                                              |                                                                                 |
| 16-9-1955                                                                       | Mosca                                                                           | Unione Sovietica | 11 – 1                                                                          | India                                                                           | Amichevole                                                                      | -1                                                                              |                                                                                 |
| 25-9-1955                                                                       | Budapest                                                                        | Ungheria | 1 – 1                                                                           | Unione Sovietica                                                                | Amichevole                                                                      | -1                                                                              |                                                                                 |
| 1-7-1956                                                                        | Copenaghen                                                                      | Danimarca | 2 – 5                                                                           | Unione Sovietica                                                                | Amichevole                                                                      | -2                                                                              |                                                                                 |
| 11-7-1956                                                                       | Mosca                                                                           | Unione Sovietica | 5 – 0                                                                           | Israele                                                                         | Qual. Olimpiadi 1956                                                            | -                                                                               |                                                                                 |
| 31-7-1956                                                                       | Ramat Gan                                                                       | Israele | 1 – 2                                                                           | Unione Sovietica                                                                | Qual. Olimpiadi 1956                                                            | -1                                                                              |                                                                                 |
| 15-9-1956                                                                       | Hannover                                                                        | Germania Ovest | 1 – 2                                                                           | Unione Sovietica                                                                | Amichevole                                                                      | -1                                                                              |                                                                                 |
| 23-9-1956                                                                       | Mosca                                                                           | Unione Sovietica | 0 – 1                                                                           | Ungheria                                                                        | Amichevole                                                                      | -1                                                                              |                                                                                 |
| 21-10-1956                                                                      | Colombes                                                                        | Francia | 2 – 1                                                                           | Unione Sovietica                                                                | Amichevole                                                                      | -2                                                                              |                                                                                 |
| 24-11-1956                                                                      | Melbourne                                                                       | Unione Sovietica | 2 – 1                                                                           | Squadra Unificata Tedesca                                                       | Olimpiadi 1956 - Turno di qualificazione                                        | -1                                                                              |                                                                                 |
| 29-11-1956                                                                      | Melbourne                                                                       | Indonesia | 0 – 0                                                                           | Unione Sovietica                                                                | Olimpiadi 1956 - Quarti di finale                                               | -                                                                               |                                                                                 |
| 5-12-1956                                                                       | Melbourne                                                                       | Bulgaria | 1 – 2                                                                           | Unione Sovietica                                                                | Olimpiadi 1956 - Semifinale                                                     | -1                                                                              |                                                                                 |
| 8-12-1956                                                                       | Melbourne                                                                       | Unione Sovietica | 1 – 0                                                                           | Jugoslavia                                                                      | Olimpiadi 1956 - Finale                                                         | -                                                                               |                                                                                 |
| 1-6-1957                                                                        | Mosca                                                                           | Unione Sovietica | 1 – 1                                                                           | Romania                                                                         | Amichevole                                                                      | -1                                                                              |                                                                                 |
| 23-6-1957                                                                       | Mosca                                                                           | Unione Sovietica | 3 – 0                                                                           | Polonia                                                                         | Qual. Mondiali 1958                                                             | -                                                                               |                                                                                 |
| 21-7-1957                                                                       | Sofia                                                                           | Bulgaria | 0 – 4                                                                           | Unione Sovietica                                                                | Amichevole                                                                      | -                                                                               |                                                                                 |
| 20-10-1957                                                                      | Chorzów                                                                         | Polonia | 2 – 1                                                                           | Unione Sovietica                                                                | Qual. Mondiali 1958                                                             | -2                                                                              |                                                                                 |
| 24-11-1957                                                                      | Lipsia                                                                          | Polonia | 0 – 2                                                                           | Unione Sovietica                                                                | Qual. Mondiali 1958                                                             | -                                                                               |                                                                                 |
| 18-5-1958                                                                       | Mosca                                                                           | Unione Sovietica | 1 – 1                                                                           | Inghilterra                                                                     | Amichevole                                                                      | -1                                                                              |                                                                                 |
| 8-6-1958                                                                        | Göteborg                                                                        | Inghilterra | 2 – 2                                                                           | Unione Sovietica                                                                | Mondiali 1958 - 1º turno                                                        | -2                                                                              |                                                                                 |
| 11-6-1958                                                                       | Borås                                                                           | Austria | 0 – 2                                                                           | Unione Sovietica                                                                | Mondiali 1958 - 1º turno                                                        | -                                                                               |                                                                                 |
| 15-6-1958                                                                       | Göteborg                                                                        | Unione Sovietica | 0 – 2                                                                           | Brasile                                                                         | Mondiali 1958 - 1º turno                                                        | -2                                                                              |                                                                                 |
| 17-6-1958                                                                       | Göteborg                                                                        | Inghilterra | 0 – 1                                                                           | Unione Sovietica                                                                | Mondiali 1958 - Spareggio                                                       | -                                                                               |                                                                                 |
| 19-6-1958                                                                       | Solna                                                                           | Svezia | 2 – 0                                                                           | Unione Sovietica                                                                | Mondiali 1958 - Quarti di finale                                                | -2                                                                              |                                                                                 |
| 6-9-1959                                                                        | Mosca                                                                           | Unione Sovietica | 3 – 1                                                                           | Cecoslovacchia                                                                  | Amichevole                                                                      | -1                                                                              |                                                                                 |
| 27-9-1959                                                                       | Budapest                                                                        | Unione Sovietica | 0 – 1                                                                           | Ungheria                                                                        | Qual. Euro 1960                                                                 | -1                                                                              |                                                                                 |
| 19-5-1960                                                                       | Mosca                                                                           | Unione Sovietica | 7 – 1                                                                           | Polonia                                                                         | Amichevole                                                                      | -1                                                                              |                                                                                 |
| 6-7-1960                                                                        | Marsiglia                                                                       | Cecoslovacchia | 0 – 3                                                                           | Unione Sovietica                                                                | Euro 1960 - Semifinale                                                          | -                                                                               |                                                                                 |
| 10-7-1960                                                                       | Parigi                                                                          | Unione Sovietica | 2 – 1                                                                           | Jugoslavia                                                                      | Euro 1960 - Finale                                                              | -1                                                                              |                                                                                 |
| 17-8-1960                                                                       | Lipsia                                                                          | Germania Ovest | 0 – 1                                                                           | Unione Sovietica                                                                | Amichevole                                                                      | -                                                                               |                                                                                 |
| 4-9-1960                                                                        | Vienna                                                                          | Austria | 3 – 1                                                                           | Unione Sovietica                                                                | Amichevole                                                                      | -3                                                                              |                                                                                 |
| 21-5-1961                                                                       | Varsavia                                                                        | Polonia | 1 – 0                                                                           | Unione Sovietica                                                                | Amichevole                                                                      | -1                                                                              |                                                                                 |
| 23-8-1961                                                                       | Oslo                                                                            | Norvegia | 0 – 3                                                                           | Unione Sovietica                                                                | Qual. Mondiali 1962                                                             | -                                                                               |                                                                                 |
| 12-11-1961                                                                      | Istanbul                                                                        | Turchia | 1 – 2                                                                           | Unione Sovietica                                                                | Qual. Mondiali 1962                                                             | -1                                                                              |                                                                                 |
| 18-11-1961                                                                      | Buenos Aires                                                                    | Argentina | 1 – 2                                                                           | Unione Sovietica                                                                | Amichevole                                                                      | -1                                                                              |                                                                                 |
| 29-11-1961                                                                      | Montevideo                                                                      | Uruguay | 1 – 2                                                                           | Unione Sovietica                                                                | Amichevole                                                                      | -1                                                                              |                                                                                 |
| 11-4-1962                                                                       | Lussemburgo                                                                     | Lussemburgo | 1 – 3                                                                           | Unione Sovietica                                                                | Amichevole                                                                      | -1                                                                              |                                                                                 |
| 18-4-1962                                                                       | Solna                                                                           | Svezia | 0 – 2                                                                           | Unione Sovietica                                                                | Amichevole                                                                      | -                                                                               |                                                                                 |
| 27-4-1962                                                                       | Mosca                                                                           | Unione Sovietica | 5 – 0                                                                           | Uruguay                                                                         | Amichevole                                                                      | -                                                                               |                                                                                 |
| 31-5-1962                                                                       | Arica                                                                           | Unione Sovietica | 2 – 0                                                                           | Jugoslavia                                                                      | Mondiali 1962                                                                   | -                                                                               |                                                                                 |
| 3-6-1962                                                                        | Arica                                                                           | Colombia | 4 – 4                                                                           | Unione Sovietica                                                                | Mondiali 1962 - 1º turno                                                        | -4                                                                              |                                                                                 |
| 6-6-1962                                                                        | Arica                                                                           | Uruguay | 1 – 2                                                                           | Unione Sovietica                                                                | Mondiali 1962 - 1º turno                                                        | -1                                                                              |                                                                                 |
| 10-6-1962                                                                       | Arica                                                                           | Cile | 2 – 1                                                                           | Unione Sovietica                                                                | Mondiali 1962 - Quarti di finale                                                | -2                                                                              |                                                                                 |
| 22-5-1963                                                                       | Mosca                                                                           | Unione Sovietica | 0 – 1                                                                           | Svezia                                                                          | Amichevole                                                                      | -1                                                                              |                                                                                 |
| 22-9-1963                                                                       | Mosca                                                                           | Unione Sovietica | 1 – 1                                                                           | Ungheria                                                                        | Amichevole                                                                      | -1                                                                              |                                                                                 |
| 9-10-1963                                                                       | Roma                                                                            | Italia | 1 – 1                                                                           | Unione Sovietica                                                                | Qual. Euro 1964                                                                 | -1                                                                              |                                                                                 |
| 1-12-1963                                                                       | Casablanca                                                                      | Marocco | 1 – 1                                                                           | Unione Sovietica                                                                | Amichevole                                                                      | -1                                                                              |                                                                                 |
| 13-5-1964                                                                       | Solna                                                                           | Svezia | 1 – 1                                                                           | Unione Sovietica                                                                | Qual. Euro 1964                                                                 | -1                                                                              |                                                                                 |
| 27-5-1964                                                                       | Mosca                                                                           | Unione Sovietica | 3 – 1                                                                           | Svezia                                                                          | Qual. Euro 1964                                                                 | -1                                                                              |                                                                                 |
| 17-6-1964                                                                       | Barcellona                                                                      | Danimarca | 0 – 3                                                                           | Unione Sovietica                                                                | Euro 1964 - 1º turno                                                            | -                                                                               |                                                                                 |
| 21-6-1964                                                                       | Madrid                                                                          | Spagna | 2 – 1                                                                           | Unione Sovietica                                                                | Euro 1964 - 1º turno                                                            | -2                                                                              |                                                                                 |
| 11-10-1964                                                                      | Vienna                                                                          | Austria | 1 – 0                                                                           | Unione Sovietica                                                                | Amichevole                                                                      | -1                                                                              |                                                                                 |
| 4-11-1964                                                                       | Algeri                                                                          | Algeria | 1 – 3                                                                           | Unione Sovietica                                                                | Amichevole                                                                      | -1                                                                              | Cap.                                                                            |
| 22-11-1964                                                                      | Belgrado                                                                        | Jugoslavia | 1 – 1                                                                           | Unione Sovietica                                                                | Amichevole                                                                      | -1                                                                              |                                                                                 |
| 4-9-1965                                                                        | Mosca                                                                           | Unione Sovietica | 0 – 0                                                                           | Jugoslavia                                                                      | Amichevole                                                                      | -                                                                               |                                                                                 |
| 3-10-1965                                                                       | Il Pireo                                                                        | Grecia | 1 – 4                                                                           | Unione Sovietica                                                                | Qual. Mondiali 1966                                                             | -1                                                                              |                                                                                 |
| 17-10-1965                                                                      | Copenaghen                                                                      | Danimarca | 1 – 3                                                                           | Unione Sovietica                                                                | Qual. Mondiali 1966                                                             | -1                                                                              |                                                                                 |
| 21-11-1965                                                                      | Rio de Janeiro                                                                  | Brasile | 2 – 2                                                                           | Unione Sovietica                                                                | Amichevole                                                                      | -2                                                                              |                                                                                 |
| 1-12-1965                                                                       | Buenos Aires                                                                    | Argentina | 1 – 1                                                                           | Unione Sovietica                                                                | Amichevole                                                                      | -1                                                                              |                                                                                 |
| 22-5-1966                                                                       | Bruxelles                                                                       | Belgio | 0 – 1                                                                           | Unione Sovietica                                                                | Amichevole                                                                      | -                                                                               |                                                                                 |
| 16-7-1966                                                                       | Sunderland                                                                      | Italia | 0 – 1                                                                           | Unione Sovietica                                                                | Mondiali 1966 - 1º turno                                                        | -                                                                               |                                                                                 |
| 23-7-1966                                                                       | Sunderland                                                                      | Ungheria | 1 – 2                                                                           | Unione Sovietica                                                                | Mondiali 1966 - Quarti di finale                                                | -1                                                                              |                                                                                 |
| 25-7-1966                                                                       | Liverpool                                                                       | Germania Ovest | 2 – 1                                                                           | Unione Sovietica                                                                | Mondiali 1966 - Semifinale                                                      | -2                                                                              |                                                                                 |
| 28-7-1966                                                                       | Londra                                                                          | Portogallo | 2 – 1                                                                           | Unione Sovietica                                                                | Mondiali 1966 - Finale 3º posto                                                 | -2                                                                              | Cap.                                                                            |
| 23-10-1966                                                                      | Mosca                                                                           | Unione Sovietica | 2 – 2                                                                           | Germania Est                                                                    | Amichevole                                                                      | -2                                                                              | Cap.                                                                            |
| 1-11-1966                                                                       | Milano                                                                          | Italia | 1 – 0                                                                           | Unione Sovietica                                                                | Amichevole                                                                      | -1                                                                              |                                                                                 |
| 10-5-1967                                                                       | Glasgow                                                                         | Scozia | 0 – 2                                                                           | Unione Sovietica                                                                | Amichevole                                                                      | -                                                                               |                                                                                 |
| 28-5-1967                                                                       | Leningrado                                                                      | Unione Sovietica | 2 – 0                                                                           | Messico                                                                         | Amichevole                                                                      | -                                                                               |                                                                                 |
| 3-6-1967                                                                        | Parigi                                                                          | Francia | 2 – 4                                                                           | Unione Sovietica                                                                | Amichevole                                                                      | -2                                                                              |                                                                                 |
| 11-6-1967                                                                       | Mosca                                                                           | Unione Sovietica | 4 – 3                                                                           | Austria                                                                         | Qual. Euro 1968                                                                 | -3                                                                              |                                                                                 |
| 16-7-1967                                                                       | Tbilisi                                                                         | Unione Sovietica | 4 – 0                                                                           | Grecia                                                                          | Qual. Euro 1968                                                                 | -                                                                               |                                                                                 |
| Totale                                                                          |                                                                                 | Presenze (7º posto) | 74                                                                              |                                                                                 | Reti                                                                            | -68                                                                             |                                                                                 |

## Palmarès

### Club
- Campionato sovietico di calcio: 5

FK Dinamo Mosca: 1954, 1955, 1957, 1959, 1963
- Coppa dell'URSS: 3

FK Dinamo Mosca: 1953, 1966-1967, 1970

### Nazionale
- Oro olimpico: 1

Melbourne 1956
- Campionato d'Europa: 1

Francia 1960

### Individuale
- Pallone d'oro: 1

1963
- FIFA World Cup All-Time Team (1994)
- Inserito nel Dream Team del Pallone d'oro (2020)

## Onorificenze
Sovietiche
Internazionali
- FIFA Order of Merit (1988)[47]